# Rudolf Bunge
Rudolf Bunge, född 27 mars 1836 i Köthen, död 5 maj 1907 i Halle an der Saale, var en tysk författare.
Bunge var verksam som fabrikör i Köthen med hovråds titel. Han författade bland annat sorgespelet Der Herzog von Kurland (1871; fjärde upplagan 1900) och en cykel av fem Tragödien (1875), avsedda att framställa kristendomens inverkan på folkens politiska liv, förutom några andra teaterpjäser, åtskilliga operalibretter (bland annat till Victor Ernst Nesslers "Trompeter von Säckingen"), diktsamlingen Heimath und Fremde (1864; fjärde upplagam 1899), en roman på vers, Camoëns (1891) samt Burenlieder (boervisor; 1901).